# Wim Ruessink
Wim Ruessink (Winterswijk, 22 maart 1965) is een Nederlands musicus. Hij studeerde aan het Twents Conservatorium en is als cantor-organist verbonden aan de Protestantse Gemeente te Winterswijk (Jacobskerk en Zonnenbrinkkerk). Hij is ook jazz-musicus, beiaardier, dirigent en componist.

## Opleiding
Ruessink volgde de opleiding orgel (docerend en uitvoerend musicus) en kerkmuziek aan het Twents Conservatorium. Hij studeerde onder andere bij Gijs van Schoonhoven.

### Beiaard
Ruessink volgde aan de Nederlandse Beiaardschool te Amersfoort de opleiding tot beiaardier. Hij gaf beiaardconcerten op o.a. de carillons van de Onze-Lieve-Vrouwetoren en het Belgenmonument te Amersfoort.

## Carrière
Van 1997 tot 2006 werkte Ruessink als beleidsmedewerker protestantse kerkmuziek bij Stichting Unisono (voorheen SNK, thans Kunstfactor, het sectorinstituut voor de amateurkunst in Nederland).
Ruessink is organist-cantor bij de Protestantse kerken in Winterswijk. Hij is artistiek leider van het koor OAZE (Occasioneel Achterhoeks Zangensemble) en dirigent van het Eibergs Mannenkoor te Eibergen.
Ruessink maakte deel uit van de redactie van het nieuwe Liedboek - zingen en bidden in huis en kerk, dat in 2013 is verschenen.
Sinds 2015 is Ruessink dirigent van het Varssevelds mannenkoor.

## Componist
Ruessink is als componist sinds 1986 vooral maar niet uitsluitend bezig met kerkmuziek. Hij componeerde tussen 1986 en 2005 ca. 50 werken. Bijzondere composities van zijn hand waren het 'fusielied' voor de PKN in 2004 en ter gelegenheid van 60 jaar bevrijding 'Pax' in 2005.

## Onderscheidingen
In 1988 won Ruessink de publieksprijs en een juryprijs in de Compositieprijsvraag Kerkmuziek.
In datzelfde jaar won hij een prijs op het Nationaal Orgelimprovisatieconcours te Bolsward.
Op 21 april 2006 ontving Ruessink uit handen van wethouder André Sleterink de Culturele Prijs Gemeente Winterswijk 2005. De prijs werd hem toegekend vanwege zijn grote inzet voor muziek in het algemeen en kerkmuziek in het bijzonder.

## Voetnoten
1. ↑  Ruessink als componist
2. ↑  uitreiking culturele prijs[dode link] op de website van de gemeente Winterswijk